# Talin Hamaidi
Talin Hamaidi (8 de marzo de 1998) es una deportista jordana que compite en taekwondo. Ganó una medalla de bronce en el Campeonato Asiático de Taekwondo de 2016 en la categoría de –53 kg.

## Palmarés internacional
| Campeonato Asiático | Campeonato Asiático | Campeonato Asiático | Campeonato Asiático |
| Año                 | Lugar               | Medalla             | Categoría           |
| ------------------- | ------------------- | ------------------- | ------------------- |
| 2016                | Pásay (Filipinas)   | Medalla de bronce   | –53 kg              |